# Friedrich Matthias Claudius
Friedrich Matthias Claudius, né le 1er juin 1822 à Lübeck et mort le 10 janvier 1869 à Kiel, est un anatomiste allemand.

## Biographie
Claudius est l'un des deux fils de Friedrich Mathias Jacobus Claudius, avocat à Lübeck, conseiller municipal puis maire en 1851-1852 de cette ville ; son grand-père est le poète Matthias Claudius, en souvenir duquel il a reçu son second prénom.
Il étudie la médecine et les sciences à Iéna, Göttingen et Kiel et obtient son doctorat de sciences en 1844 à l'université de Göttingen, en soutenant sa thèse : Prodromus disquisitionis De ingluvie columbarum et de materie, quae certo tempore ab illa excernitur. Il s'engage comme médecin de 1848 à 1850 lors de la première guerre de Schleswig qui oppose la Confédération germanique au Danemark. En 1849, il est nommé conservateur au Musée zoologique de l'université de Kiel, où il travaille jusqu'en 1852 ; il obtient cette année-là son doctorat de médecine à l'université de Kiel, où il est chargé de cours à partir de 1854.
En 1859, il est nommé professeur à l'Institut d'anatomie de l'Université de Marbourg, où il est également chargé de la direction du Musée d'anatomie (Museum anatomicum) de l'université.

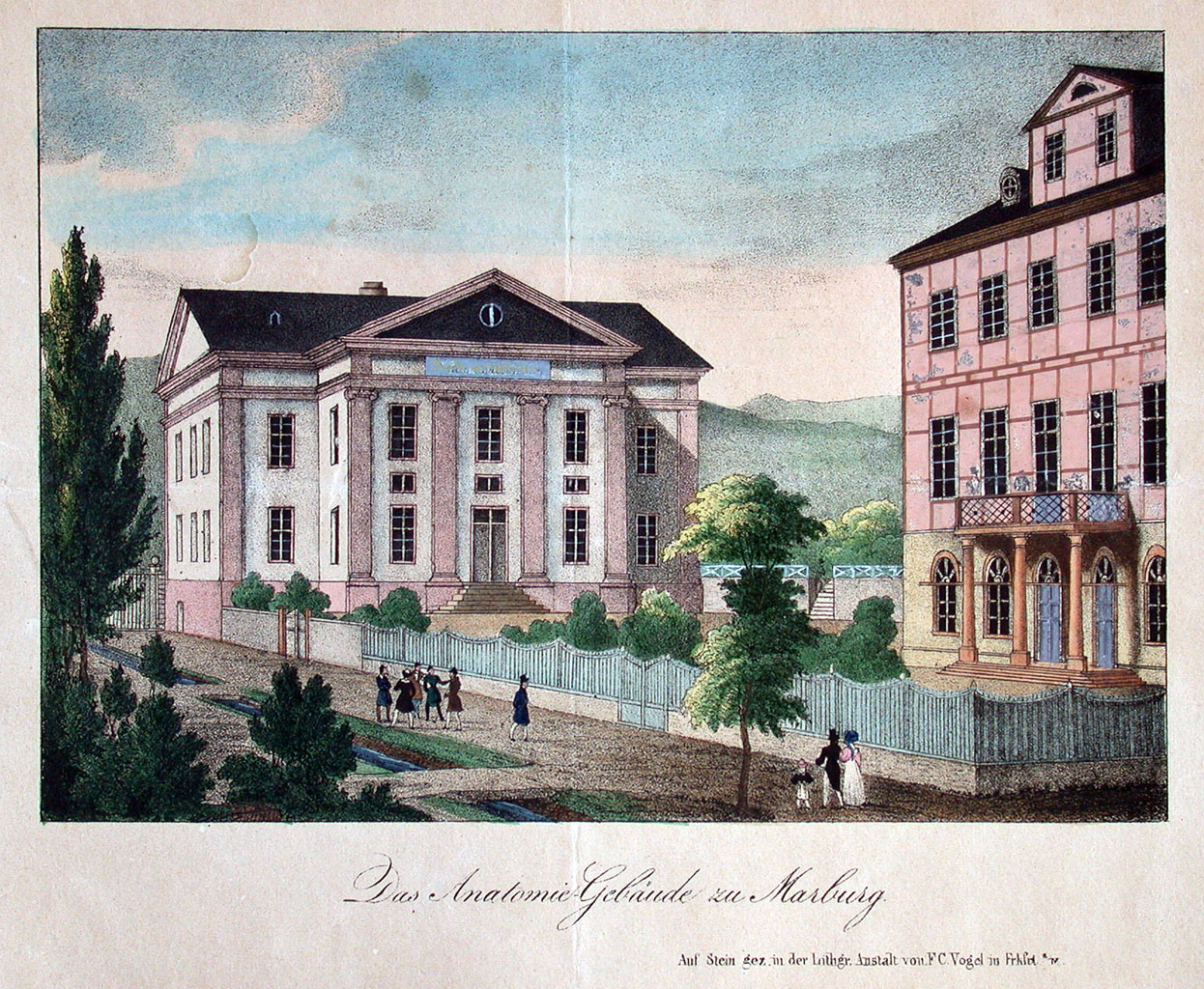
Musée anatomique de l'université de Marbourg au milieu du XIXe siècle

Claudius se spécialise dans l'anatomie microscopique et complète la collection du musée d'anatomie de Marburg avec des spécimens et des préparations, notamment pour expliquer la morphologie de l'oreille interne .
Sa santé se détériore à partir de 1862 et, en 1867, il quitte ses fonctions.
Son nom a été donné à deux éléments anatomiques qu'il a décrits : 
- dans l'oreille interne, les cellules de Claudius (Claudius-Zellen en allemand) : « cellule bordante de la pente latérale externe de l'Organe de Corti »[6]. Claudius les décrit dans un article en 1856 : « Bemerkungen über den Bau der häutigen Spiralleiste der Schnecke » ;
- la fossette de Claudius (en allemand Claudius-Grube) ou fossette ovarienne, dépression peu profonde située sur la paroi latérale du pelvis, dans laquelle se trouve l'ovaire.

## Publications
- « Bemerkungen über den Bau der häutigen Spiralleiste der Schnecke », Zeitschrift für wissenschaftliche Zoologie, 1856, n° 7, p. 154–161.
- Physiologische Bemerkungen über das Gehörorgan der Cetaceen und das Labyrinth der Säugethiere, Kiel, 1858.
- Die Entwicklung der herzlosen Missgeburten, Kiel, 1859.
- avec Friedrich Wilhelm Roestell : Mittheilungen über ein auf dem Warteberg bei Kirchberg aufgefundenes Knochenlager, Marbourg, C.L. Pfeil, 1861.
- Das Gehörorgan von Rhytina Stelleri, Saint-Petersbourg, 1867 Lire en ligne.
- Das Leben der Sprache, Marburg, Elwert'sche Universitätsbuchhandlung, 1867 Lire en ligne.